# Макангі (Пенсільванія)
Макангі (англ. Macungie) — місто (англ. borough) в США, в окрузі Лігай штату Пенсільванія. Населення — 3257 осіб (2020).

## Географія
Макангі розташоване за координатами 40°30′57″ пн. ш. 75°33′14″ зх. д. / 40.51583° пн. ш. 75.55389° зх. д. (40.515951, -75.553975).  За даними Бюро перепису населення США в 2010 році місто мало площу 2,56 км², з яких 2,56 км² — суходіл та 0,00 км² — водойми.

## Демографія
Згідно з переписом 2010 року, у селищі мешкали 3074 особи в 1393 домогосподарствах у складі 835 родин. Густота населення становила 1199 осіб/км².  Було 1493 помешкання (582/км²).
Расовий склад населення:
| - 92,1 % — білих - 1,8 % — чорних або афроамериканців - 1,8 % — азіатів - 0,2 % — корінних американців - 2,2 % — осіб інших рас |

До двох чи більше рас належало 2,0 %. Частка іспаномовних становила 5,2 % від усіх жителів.
За віковим діапазоном населення розподілялося таким чином: 18,0 % — особи молодші 18 років, 65,5 % — особи у віці 18—64 років, 16,5 % — особи у віці 65 років та старші. Медіана віку мешканця становила 41,3 року. На 100 осіб жіночої статі у селищі припадало 86,6 чоловіків;  на 100 жінок у віці від 18 років та старших — 83,3 чоловіків також старших 18 років.
Середній дохід на одне домашнє господарство  становив 66 237 доларів США (медіана — 53 646), а середній дохід на одну сім'ю — 75 057 доларів (медіана — 73 924). Медіана доходів становила 46 520 доларів для чоловіків та 44 219 доларів для жінок. За межею бідності перебувало 6,8 % осіб, у тому числі 2,1 % дітей у віці до 18 років та 11,0 % осіб у віці 65 років та старших.
Цивільне працевлаштоване населення становило 1734 особи. Основні галузі зайнятості: освіта, охорона здоров'я та соціальна допомога — 23,4 %, виробництво — 15,3 %, мистецтво, розваги та відпочинок — 13,3 %, роздрібна торгівля — 13,1 %.